# Da Sound
Da Sound är debutalbumet av den svenska pop/dancegruppen Da Buzz, utgivet i september 2000 på Edel Records. Exekutiva producenter var bandmedlemmarna Per Lidén och Pier Schmid, som arbetade tillsammans med en rad andra producenter på de olika låtarna. Albumet nådde som bäst plats 16 i Sverige och 15 i Norge. Det innehåller fyra singlar–"Paradise", "Do You Want Me", "Let Me Love You" och "Believe in Love"–som alla uppnått topp 50 på Sverigetopplistan. Populärast blev "Do You Want Me" med sjätte plats som topplacering.
Den 24 januari 2002 hade albumet uppnått svensk guldcertifiering med 20 000 sålda exemplar.

## Låtlista
| Nr  | Titel                        | Kompositör                      | Producent                       | Längd |
| --- | ---------------------------- | ------------------------------- | ------------------------------- | ----- |
| 1.  | Let Me Love You              | Per Lidén                       | Huma, Sir Martin                | 3:41  |
| 2.  | Do You Want Me               | Lidén                           | C&N Project                     | 3:40  |
| 3.  | Give Me All My Love          | Lidén                           | Huma, Sir Martin                | 3:53  |
| 4.  | Your Love Will (Shine on Me) | C. Karlsson, N. Olausson, Lidén | C&N Project                     | 3:42  |
| 5.  | Paradise                     | Lidén                           | Huma, Sir Martin, Headroom      | 3:16  |
| 6.  | Tell Me Once Again           | Lidén                           | Håkan Fredriksson, Stefan Åberg | 3:27  |
| 7.  | Believe in Love              | Lidén                           | Fredriksson, Åberg              | 3:30  |
| 8.  | Love and Devotion            | Lidén                           | Huma, Sir Martin                | 3:19  |
| 9.  | I Wanna Be Free              | Lidén                           | C&N Project, Lidén              | 3:22  |
| 10. | I'm Alright                  | Åberg                           | Headroom                        | 3:27  |
| 11. | Out of Words                 | Lidén                           | Fredriksson, Åberg              | 3:53  |

## Medverkande
Da Buzz
- Per Lidén – bakgrundssång, keyboard, låtskrivare, producent
- Pier Schmid – bakgrundssång, producent
- Annika Thörnquist – sång

Övriga musiker
- Caroline Andersson – bakgrundssång (8)
- Lotten Andersson – bakgrundssång (1, 5)
- Fredrik Hunt – gitarr (6, 7)
- Jonas Kahnberg – gitarr (11)
- Åsa Karlsson – bakgrundssång (6, 10)
- Harry Kjösvik – wah wah-gitarr (7)
- David Myhr – gitarr (3)
- Lilling Palmeqlint – bakgrundssång (5)
- Haakon Pedersen – bakgrundssång (8, 11)
- Janne Zander – gitarr (9)
- Esbjörn Öhrwall – gitarr (1, 2, 4)

Medverkande är hämtade från Dicogs.

## Listplaceringar
| Lista (2000)                | Högsta position |
| --------------------------- | --------------- |
| Norge (VG-lista)            | 15              |
| Sverige (Sverigetopplistan) | 16              |